# Аерофлот
Аерофлот - Руске Авионлиније  (IATA: SU, ICAO: AFL) (рус. Аэрофлот — Российские авиалинии) је национална авио-компанија Русије и бивша национална авио-компанија Совјетског Савеза када је уједно била и највећа авио-компанија на свету. Седиште компаније је у Москви и она лети ка 116 дестинација у 52 земље. Аеродром Шереметјево је главна база компаније.
Аерофлот је члан СкајТима.

## Историја
Компанија је основана 9. фебруара 1923. под именом Добролет. Почела са летовима 15. јула 1923. године на линији између Москве и Нижњег Новограда.
Име мења у Аерофлот 1932. године. Међународни саобраћај ка Немачкој се успоставља 1937. У то време компанија постаје највећа компанија на свету и тај епитет задржава све до распада Совјетског Савеза.
Током 1940-их година главни авион у компанији био је Лисунов Ли-2, у ствари DC-3 који је са лиценцом произвођен у Совјетском Савезу. Касније су ти авиони постепено били замењени Иљушинима Ил-12 и Ил-14.
15. септембра 1956. Аерофлот у саобраћај уводи први млазни путнички авион у Совјетском Савезу Тупољев Ту-104 на линији између Москве и Иркутска. Први међународни лет овим авионом био је између Москве и Прага. У 1962. компанија уводи авионе Тупољев Ту-124. 1967. године компанија уводи мале регионалне авионе Ту-134 и прве совјетске дуголинијске млазне авионе Иљушин Ил-62 на линији између Москве и Монтреала.
У 1972. редован саобраћај улази авион Тупољев Ту-154 који до дана данашњег остаје убедљиво најпопуларнији авион у Русији али је у то време такође сматран потпуно равноправним са западним моделима, пре свега Боингом 727. 
У 1976. години Аерофлот је превезао укупно 100 милиона путника оборивши све рекорде до данас. Поређења ради, авио-компанија са највећим бројем путника данас, Америкен ерлајнс, превози 80 милиона путника годишње.
1. новембра 1977. године Аерофлот постаје прва компанија у свету која је почела са редовним суперсоничним путничким саобраћајем летећи авионима Тупољев Ту-144 између Москве и Алма Ате у Казахстану.
1980. у флоту уводе први путнички широкотрупни авион совјетске производње, Иљушин Ил-86.
Године 1992. компанија купује први авион западне производње, Ербас А310, а 1993. креће са летовима између Москве и Њујорка новим модерним широкотрупним авионима Иљушин Ил-96-300.
После распада Совјетског Савеза, Аерофлот се распао на више од 300 регионалних компанија (многе од њих су имале само 1-2 авиона) које су постале или националне компаније новонасталих држава или су приватизоване. Језгро компаније је опстало и под именом Аерофлот РИА (Russian International Airlines) је обављало углавном међународне линије из Москве. Аерофлот РИА је 1994. године проглашен деоничарским друштвом и 49% акција је подељено запосленима. Исте године компанија по први пут купује америчке авионе, Боинге 767. Нешто касније компанија узима у најам Боинге 737 и 777 као и теретне верзије авиона DC-10.
Године 2000. компанија мења име у Аерофлот – Руске Авионлиније (Российские авиалинии, Aeroflot – Russian Airlines) и мења стратегију окрећући се домаћим линијама које је до тада углавном препуштала другим компанијама.
Иако је визуелни идентитет компаније потпуно промењен и замењен изузетно лепим и модерним решењем заштитни знак, срп и чекић са крилима, иако комунистички симбол, задржан је до дана данашњег после анкете која је спроведена међу путницима која је показала да су људи убедљиво за задржавање старих обележја.
Почетком септембра 2015. године објављено је да ће Аерофлот купити другу по величини руску авио-компанију, уједно и највећег конкурента на домаћем тржишту – Трансаеро, за симболичну суму од једне рубље.
Данас компанија лети са 161 авионом на 129 дестинација широм света, и превози више од 20 милиона путника годишње.
| Година | Број путника (у милионима) | Промена у % |
| ------ | -------------------------- | ----------- |
| 2005.  | 8,1                        | —           |
| 2006.  | 8,7                        | 7,4         |
| 2007.  | 9                          | 3,45        |
| 2008.  | 11,6                       | 28,8        |
| 2009.  | 11,1                       | 4,4         |
| 2010.  | 11,29                      | 1,7         |
| 2011.  | 14,17                      | 25,6        |
| 2012.  | 17,65                      | 24,6        |
| 2013.  | 20,9                       | 18,4        |
| 2014.  | 34,7                       | 60,23       |

1. ↑  Аерофлот група – Аерофлот, Победа, Донавиа, Аеромар, Росија, ORENAIR и Аурора.

## Флота
Компанија Аерофлот је од распада СССР-а старије авионе домаће производње почела да мења новијим летелицама Ербаса и Боинга. Током 1990-их су путем лизинга користили широкотрупне авионе Боинг 777-200. На преласку у 21. век компанија је наручила велики број ускотрупних летелица од Ербаса, којих данас у својој флоти има 96. За интерконтиненталне летове до Северне Америке и јужне/Југоисточне Азије, као и за домаће летове између удаљених подручја запада и истока (Москва–Владивосток, Москва–Петропавловск Камчатски), компанија је користила авионе домаће производње типа Иљушин Ил-96. Крајем прве деценије 21. века Аерофлот је путем лизинга и куповином од Ербаса прибавио летелице новије генерације А330-200 и А330-300, које су имале мању потрошњу горива и већи долет. Доласком ових авиона, компанија је из употребе почела да повлачи Иљушин, као и одређени број летелица Боинг 767-300ЕR, које је у међувремену набавила путем лизинга за повећање капацитета.
Заједно са поруџбинама за моделе Ербас А330, Аерофлот је од Ербаса поручио и 22 летелице најновије генерације Ербас А350 (18 комада варијанте А350-800 и 4 комада варијанте А350-900), а убрзо затим и 22 летелице Боинг 787 Дримлајнер (свих 22 су варијанте 787-8). Пошто су ови авиони у то време били у фази раног развоја, компанија Аерофлот је убрзо на лизинг поручила 8, а само пар недеља касније и директно купила још 8 летелица Боинг 777-300ER, који ће увећати капацитет током Олимпијаде у Сочију, а касније и током Светског првенства у фудбалу 2018. године. За регионални саобраћај компанија је поручила авионе Сухој Суперџет домаће производње, укупно 30 летелица. Као замену за ускотрупне летелице из А320 фамилије поручено је 50 авиона Иркут МС-21 (тренутно у развоју, улазак у употребу крајем 2010-их). За проширење капацитета од Боинга је поручено 50 летелица 737, које су почеће да улазе у потребу од септембра 2013. године. Због проблема са развојем модела Ербас А350-800, компанија Аерофлот се одлучила да промени однос своје поруџбине, тако да сада има 18 поруџбина за вријанту -900 и 4 поруџбине за варијанту -800 (а постоји могућност да се све поруџбине пребаце за варијанту -900, или да се поручи модел А330нео са новим моторима који ће у употребу ући од 2017. године). У јуну 2015. године објављено је да Аерофлот одустаје од куповине 22 авиона Боинг 787.
| Тип                | У флоти | Наручених | Седишта                   | Напомена                                 |
| ------------------ | ------- | --------- | ------------------------- | ---------------------------------------- |
| Боинг 737-700      |         | 15        |                           |                                          |
| Боинг 737-800      | 12      | 13        | 158 (20/138)              | Први авион достављен 24. септембра 2013. |
| Боинг 737-900      |         | 10        |                           |                                          |
| Боинг 777-300ER    | 13      | 3         |                           |                                          |
| Боинг 747-400      |         | 4         |                           | од компаније Трансаеро                   |
| Ербас A319-100     | 7       |           | 116 (20/96)               |                                          |
| Ербас A320-200     | 63      |           | 140 (20/120) 158 (8/150)  |                                          |
| Ербас A321-200     | 26      |           | 170 (28/142)              |                                          |
| Ербас A330         | 22      |           | 241 (34/207) 302 (34/268) | VQ-BCQ је обојен у Скајтим боје          |
| Ербас A350         |         | 22        |                           | очекиван долазак: 2018.                  |
| Сухој Суперџет 100 | 21      | 29        | 87 (12/75)                | Први оператор у Русији                   |
| Иркут МС-21        |         | 50        |                           |                                          |
| Укупно:            | 164     | 144       |                           |                                          |